# Coloana cinerea
Coloana cinerea är en insektsart som beskrevs av Irena Dworakowska 1971. Coloana cinerea ingår i släktet Coloana och familjen dvärgstritar.
Artens utbredningsområde är Vietnam. Inga underarter finns listade i Catalogue of Life.